# 伊丽莎白托夫卡农村居民点
伊丽莎白托夫卡农村居民点（俄语：Елизаветовское сельское поселение）是俄罗斯联邦沃罗涅日州巴甫洛夫斯克区所属的一个农村居民点。其下辖有4个居民点，行政中心为伊丽莎白托夫卡。据2016年统计，该农村居民点的人口为2079人。